# The Langoliers
The Langoliers (Fenda no Tempo, no Brasil) é uma minissérie em dois episódios de uma hora e meia cada, produzida em 1995 para a televisão, baseado em história homônima de Stephen King, mestre do suspense. Foi dirigida e escrita por Tom Holland e produzida por Mitchell Galin e David R. Kappes. Foi originalmente ao ar em 14 de maio de 1995 na rede ABC. Foi indicada ao Emmy (o Oscar da TV) de melhor edição de som.

## Enredo
Tudo começa em um voo noturno de Los Angeles a Boston (Massachusetts) quando alguns passageiros, ao acordarem em certa altura do voo, percebem a ausência de muitas pessoas no avião. Apenas sobraram no avião 10 pessoas: Brian Engle (um piloto da American Pride que estava como passageiro), Dinah Bellman (uma jovem cega, com algum poder psíquico), Laurel Stevenson (uma professora), Nick Hopewell (um misterioso inglês), Don Gaffney (um engenheiro aposentado), Rudy Warwick (um glutão inveterado), Albert Kaussner (um talentoso violinista adolescente judeu), Bethany Simms (uma adolescente com problema de drogas), Bob Jenkins (um escritor de histórias de mistérios, como se fosse uma referência ao próprio Stephen King, autor da história) e Craig Toomy (um irritado investidor bancário à beira de um distúrbio psicótico).
Uma série de fatos misteriosos e assustadores ocorre. No lugar onde as pessoas estavam acomodados era possível encontrar objetos de uso pessoal, como carteiras, passaportes, relógios, peruca, etc, mas também itens de uso interno, tais como marcapassos, próteses dentárias (pontes e dentaduras), etc. Quando o comandante Engle, auxiliado por Hopewell, adentra à cabine de comando percebe que o avião está no piloto automático e a rota não foi alterada, ou seja, não houve escalas, o que descartaria a hipótese de que os passageiros ausentes teriam desembarcado. Diante disso, todos levaram a crer que os tais passageiros simplesmente desapareceram durante o voo. E, para piorar, não havia sinal de aeroporto, torre de comando ou de outra nave nas proximidades. Também não se podia avistar das janelas do avião sinal algum de terra: relevo ou cidade. Somente se enxergava densas nuvens, era como se toda a Terra também houvesse desaparecido e só restasse no mundo a realidade em torno do avião.
Numa atitude desesperada e arriscada, o piloto decide diminuir a altitude e consegue avistar terra firme e, logo depois, o aeroporto. Ao pousarem, os passageiros se deparam com uma terrível surpresa: não há ninguém no aeroporto. Ao iniciarem uma investigação no local, percebem também que não há reverberação sonora (eco), eletricidade, os fósforos não acendem, as comidas e bebidas não têm gosto e as cervejas e refrigerantes estão sem gás. Até mesma a percepção de tempo (horas e minutos) estão alteradas. E para piorar, Toomes tem um surto psicótico: uma alucinação sobre a época em que era criança e tinha pavor de seu pai e, principalmente dos seres assombrosos chamados Langoliers. Dinah então percebe um estranho som vindo na direção do aeroporto, e pressente que todos irão morrer se não saírem dalí.
Atormentado pela visão do passado, Toomes agride Dinah gravemente com uma faca e, depois, mortalmente, o Sr. Gaffney. Enquanto isso, o Sr. Jenkins percebe que os fósforos de Bethany acendem, mas os daquela realidade não. Isso leva Albert a conjecturar que apenas a realidade presente no avião deles é aquela na qual as coisas permanecem com suas propriedades inalteradas, ou seja, é apenas no avião que comida e bebidas terão seus sabores e também o combustível terá condições de funcionamento.

## Os Langoliers
Os Langoliers (que emprestam seu nome ao título original da minissérie) são seres imaginários fruto das histórias contadas pelo pai de Toomes com o intuito de aterrorizá-lo. O Sr. Toomes dizia que os Langoliers sempre apareciam para devorar os meninos preguiçosos. Esses seres eram, portanto, como carrascos de todos aqueles que procediam mal. Segundo o pai de Toomes (e conforme ele mesmo relata em dado momento no filme) os Langoliers são pequenas criaturas peludas com vários dentes e pés, pois precisam ser rápidos para alcançar suas presas.
O intuito de povoar a mente de seu filho com o medo pelos Langoliers é o de fazer com que Toomes fosse uma pessoa esforçada, dedicada a seus compromissos e não um "perdedor" (loser, conforme a cultura estadunidense).

## Elenco
- Patricia Wettig - Laurel Stevenson
- Dean Stockwell - Bob Jenkins
- David Morse - Captain Brian Engle
- Mark Lindsay Chapman - Nick Hopewell
- Frankie Faison - Don Gaffney
- Baxter Harris - Rudy Warwick
- Kimber Riddle - Bethany Simms
- Christopher Collet - Albert Kaussner
- Kate Maberly - Dinah Catherine Bellman
- Bronson Pinchot - Craig Toomey

## Produção
A minissérie foi filmada quase inteiramente nos arredores do Aeroporto Internacional Bangor, em Bangor, Maine (terra natal do autor Stephen King) durante o verão de 1995. O próprio King fez uma pontinha (cameo appearance) no filme como o chefe de Craig Toomey, durante uma alucinação de Toomey.